# TBZ-Turm
Der TBZ-Turm ist ein roter Holzturm auf dem Dach der Technischen Berufsschule Zürich.

## Entstehung
Der deutsche Künstler Daniel Roth gewann 2003 einen Wettbewerb der Technischen Berufsschule Zürich, einen 13 Meter hohen Holzturm über dem Pausenplatz zu bauen, der einen Ausblick auf die Terrasse und darüber hinaus erlaubt.
Der Turm wurde in Zusammenarbeit mit dem Karlsruher Architekten Alexander Kohm nach dem Vorbild einer Hyperboloidkonstruktion von Wladimir Schuchow von 1896 entworfen und im Jahr 2005 errichtet. Er verbindet so zwei architektonische Stile und damit auch zwei Zeiten.

## Zugänglichkeit
Der Turm war 2019 weder öffentlich noch intern zugänglich. Nach dem Bau stand der Turm für rund 8 Jahre offen, danach wurde er dauerhaft geschlossen. Die Schulleitung begründete diese Entscheidung damit, dass Schüler im Turm gegen Schulregeln verstossen hätten.
Aktuell (Stand 2023) kann der Schlüssel für den Turm bei der Schulbibliothek mit dem Schülerausweis als Depot bezogen werden. 

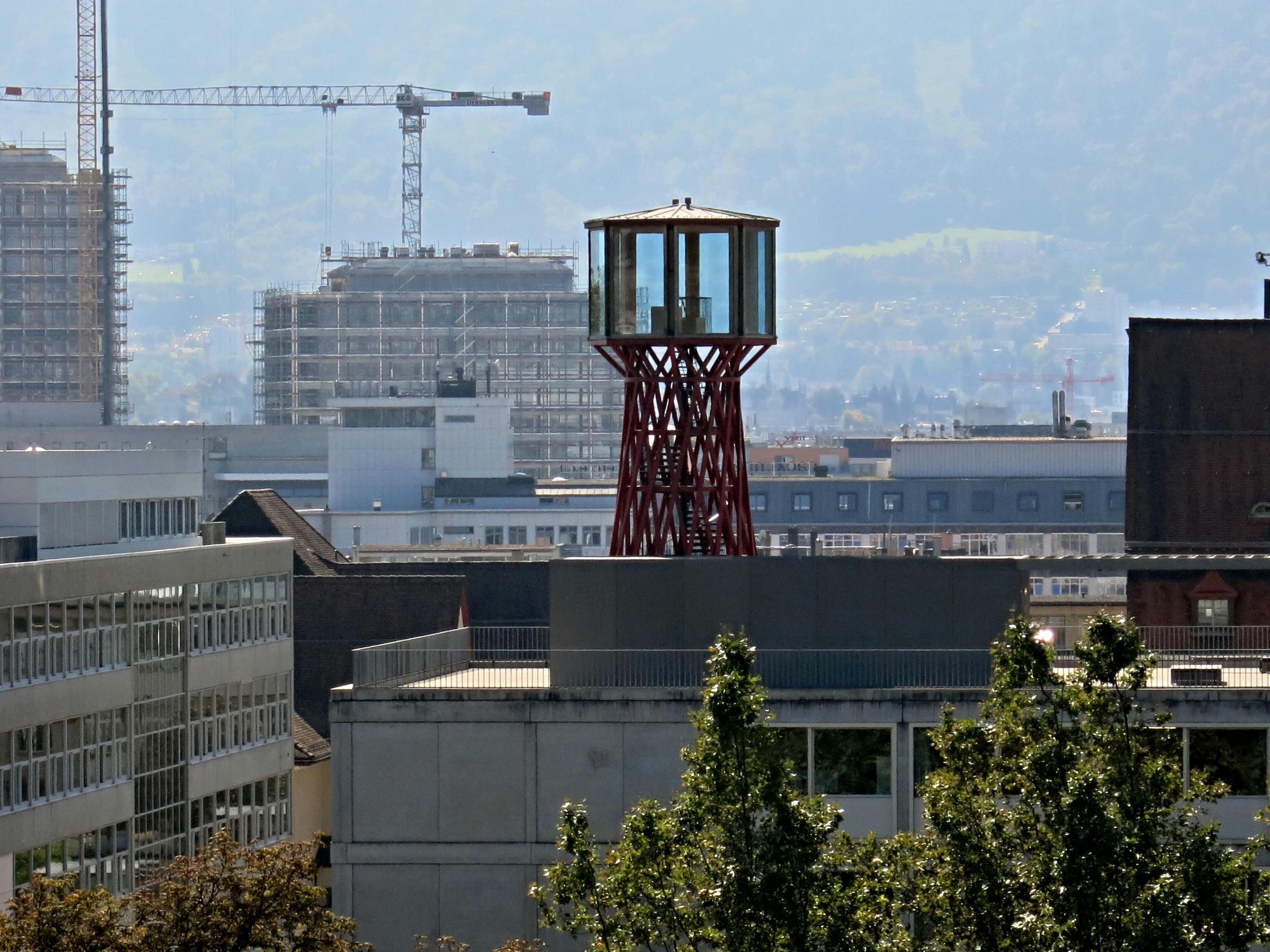
Aussichtsturm
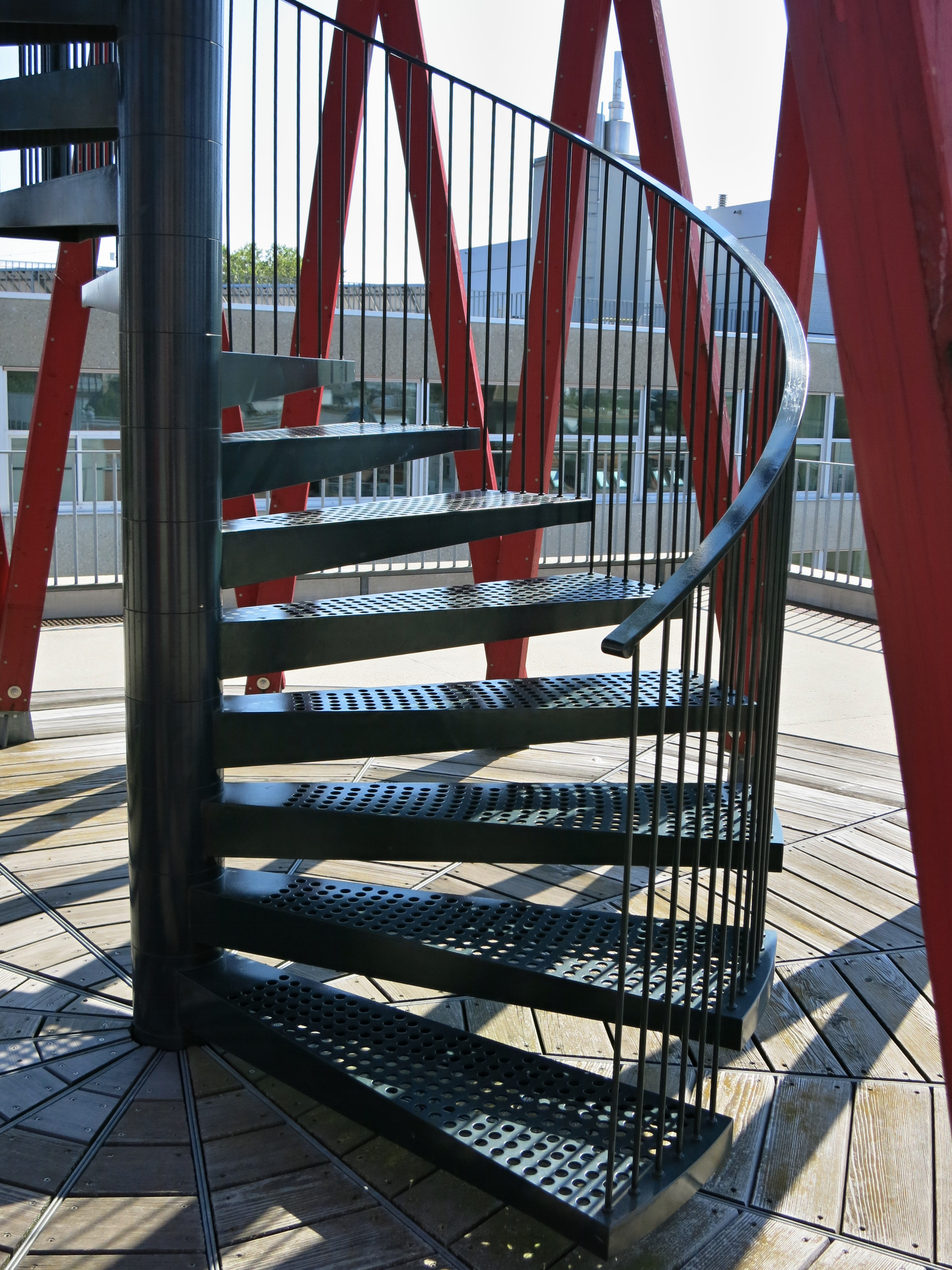
Treppe